# Sarezzano
Sarezzano (Sarzàn in piemontese, Sarsòu in dialetto tortonese) è un comune italiano di 1 094 abitanti della provincia di Alessandria in Piemonte, situato su una zona collinare sulla sponda sinistra del torrente Grue.

## Storia

La chiesa del castello

Nel territorio comunale sono stati rinvenuti vari reperti che testimoniano insediamenti di epoca romana. 
Il luogo fu prescelto come eremo dai monaci Ruffino e Venanzio, che qui vi furono sepolti. 
I loro resti, originariamente conservati nella pieve di San Michele, furono poi traslati nella chiesetta del castello. 
Il paese nel Medioevo apparteneva alla signoria dei vescovi di Tortona e fu quindi legato al partito guelfo. 
Dal XV secolo alla fine del XVIII secolo fu poi feudo dei Guidobono Cavalchini dopodiché, con tutto il Tortonese, passò al Regno di Sardegna. Nel 1855 l'ex chiesetta del castello (che era stata gravemente danneggiata da un fulmine nel 1610 e quindi ricostruita) fu elevata a parrocchiale. 
Essa fu poi sostituita negli anni cinquanta da un edificio di nuova costruzione, ai piedi della collina dove sorgeva il castello, dedicato ai santi Ruffino e Venanzio.
Nel 1585 fu rinvenuto nella chiesa del paese, accanto ai resti dei santi Ruffino e Venanzio, il Codex Purpureus, un codice altomedioevale di pregiata fattura costituito da 72 fogli con il testo dei quattro vangeli. 
Scritto nel V o VI secolo su pergamena rossastra è contenuto in una custodia di legno; dopo essere stato nuovamente smarrito esso fu ritrovato nel 1872.

### Simboli
Lo stemma comunale riprende il blasone della famiglia dei Sarezzano che furono signori del luogo.

## Società

### Evoluzione demografica
Abitanti censiti

## Cultura
Questo paese fa parte del territorio culturalmente omogeneo delle Quattro province (Alessandria, Genova, Pavia, Piacenza), caratterizzato da usi e costumi comuni e da un importante repertorio di musiche e balli molto antichi. 
Strumento principe di questa zona è il piffero appenninico che accompagnato dalla fisarmonica, e un tempo dalla müsa (cornamusa appenninica), guida le danze e anima le feste.

## Amministrazione

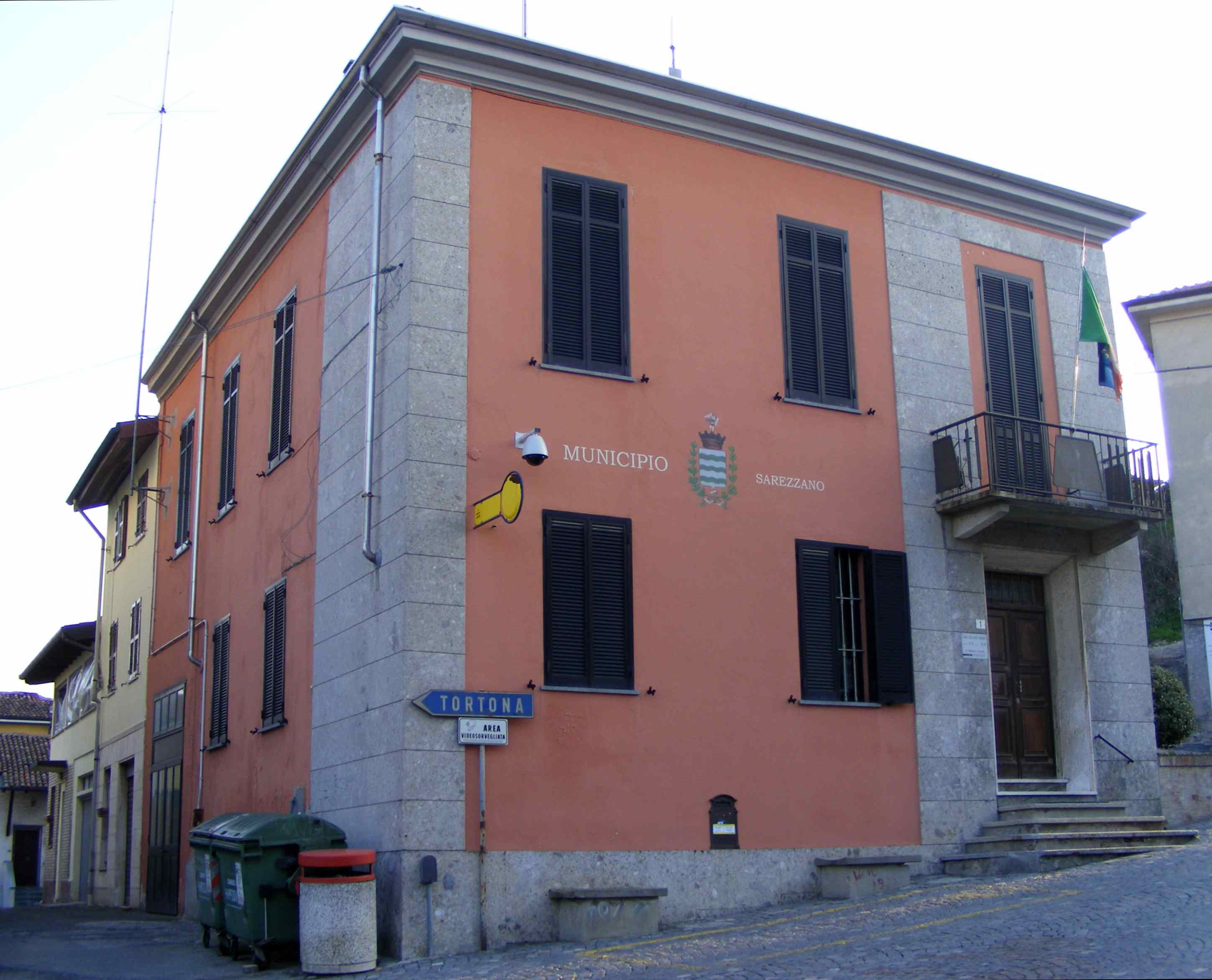
Il municipio

Di seguito è presentata una tabella relativa alle amministrazioni che si sono succedute in questo comune.
| Periodo        | Periodo        | Primo cittadino                    | Partito                                 | Carica  | Note  |
| -------------- | -------------- | ---------------------------------- | --------------------------------------- | ------- | ----- |
| 23 giugno 1985 | 26 maggio 1990 | Giovanni Luigi Boienti             | Partito Socialista Democratico Italiano | Sindaco | [ 6 ] |
| 26 maggio 1990 | 24 aprile 1995 | Giovanni Luigi Boienti             | Partito Socialista Italiano             | Sindaco | [ 6 ] |
| 24 aprile 1995 | 14 giugno 1999 | Luigi Roberto Rava                 | centro                                  | Sindaco | [ 6 ] |
| 14 giugno 1999 | 14 giugno 2004 | Mariella Mogni                     | lista civica                            | Sindaco | [ 6 ] |
| 14 giugno 2004 | 8 giugno 2009  | Mariella Assunta Mogni In Modenese | lista civica                            | Sindaco | [ 6 ] |
| 8 giugno 2009  | 25 maggio 2014 | Roberto Gastaldi                   | lista civica                            | Sindaco | [ 6 ] |
| 25 maggio 2014 | 26 maggio 2019 | Roberto Gastaldi                   | lista civica Il girasole                | Sindaco | [ 6 ] |
| 26 maggio 2019 | 9 giugno 2024  | Carlo Mogni                        | lista civica Sarezzano insieme          | Sindaco | [ 6 ] |
| 9 giugno 2024  | in carica      | Carlo Mogni                        | lista civica Sarezzano insieme          | Sindaco | [ 6 ] |

## Sport

### Calcio
Il Sarezzano ha avuto una squadra di calcio la cui attività è iniziata dalla Terza Categoria con la stagione 1988-89, per poi arrivare rapidamente alla Promozione, dove permase dal 1992 al 2000. La società cessò l'attività con la stagione 2002-03, per poi ripartire dalla Terza Categoria nel 2004 come A.C. Sarezzano 2004 che militò tra Terza e Seconda Categoria. Al termine della stagione 2010-11 venne promossa in Prima Categoria, dove militerà ancora per la stagione successiva, per poi cessare definitivamente le attività.